# Balacra brunnea
Balacra brunnea är en fjärilsart som beskrevs av Karl Grünberg 1907. Balacra brunnea ingår i släktet Balacra och familjen björnspinnare. Inga underarter finns listade i Catalogue of Life.